# Flower (Soundgarden)
Flower è un singolo del gruppo rock statunitense Soundgarden, pubblicato nel 1989 ed estratto dall'album Ultramega OK.
La canzone è stata scritta da Chris Cornell e Kim Thayil.

## Tracce
1. Flower – 3:25
2. Head Injury – 2:22
3. Toy Box – 5:39

## Video
Il videoclip del brano è diretto da Mark Miremont ed è in bianco e nero.